# David Lewis (filozof)
David Kellog Lewis, ameriški filozof, * 28. september 1941, Oberlin, Ohio, ZDA, † 14. oktober 2001, Princeton, New Jersey, ZDA
David Kellogg Lewis je bil ameriški filozof. Bil je profesor na univerzah UCLA in Princeton od leta 1970 do smrti. Tesno je bil povezan tudi z Avstralsko filozofsko skupnostjo, katere člane se je redno srečeval več kot 30 let. Veliko je prispeval k filozofiji jezika, uma, metafiziki, teoriji znanja (epistemologiji) ter filozofski logiki. Najbolj je poznan po svojih kontroverznih modalno realističnih stališčih: (1) možni svetovi obstajajo,  (2) vsak možni svet je trdna entiteta,  (3) vsak možni svet je vzročno in časovno-prostorsko izoliran od katerega koli drugega mogočega sveta, ter (4) da je naš svet eden od možnih svetov.

## Življenje

### Zgodnje življenje in izobrazba
Lewis je bil rojen v kraju Oberlin v ameriški zvezni državi Ohio. Njegov oče John D. Lewis je bil profesor uprave na Oberlinskem kolidžu, njegova mati Ruth Ewart Kelloggs Lewis pa ugledna medievalistka. Že v času šolanja na Oberlinski srednji šoli se je izkazal s svojim močnim intelektom, po kateri je bil poznan kasneje v življenju. Nato se je vpisal na kolidž v Swarthmoru, med letoma 1959 in 1960 pa je obiskoval Oxfordsko univerzo, kjer ga je inštruirala Iris Murdoch, udeleževal pa se je tudi predavanj Gilberta Ryla, H. P. Grice, P. F. Stawsona in J. L. Austin. Prav v času šolanja na Oxfordu se je odločil za študij filozofije. Diplomiral je leta 1967 na Harvardski univerzi pod mentorstvom W. V. Quinea. Tam je vzpostavil močno vez z Avstralijo, ko je obiskal seminar J. J. C. Smarta, vodilnega avstralskega filozofa. Kasneje je Smart izjavil: »Učil sem Davida Lewisa, ali bolje, on je učil mene.«

### Poznejše življenje in smrt
Lewis je večino svojega življenja trpel za hudo sladkorno boleznijo, ki je sčasoma vodila v odpoved ledvic. Julija 2000 je bil deležen presaditve ledvice njegove žene Stephanie. Presaditev mu je omogočala delo in potovanja še eno leto, preden je 14 oktobra 2001 nepričakovano umrl zaradi nadaljnjih zapletov s sladkorno boleznijo. 
Po njegovi smrti je bilo objavljenih več spisov, med katerimi je bil najobsežnejša kompilacija filozofskih spisov Lewisian Themes, objavljen leta 2004.

## Dela

### Zgodnejša dela (teorije norm)
Lewisova prva monografija se je glasila Convention: A Philosophical Study (Družbene konvencije, filozofska študija, 1969), ki je osnovana na njegovi doktorski dizertaciji in uporablja koncepte t. i. teorije iger za analizo narave družbenih norm. Z njo je osvojil nagrado Franklin Matchette Prize, ki jo podeljuje Ameriško filozofsko združenje, in sicer za najboljšo izdano filozofsko knjigo, ki jo napiše filozof, mlajši od 40 let. 
Lewis je trdil, da so družbene norme, kot na primer to, da vozniki v večini držav vozijo po desni strani ceste (namesto po levi), da prvotni klicatelj ponovno pokliče klicanega, če je zveza prekinjena, itd., rešitve tako imenovanih koordinacijskih problemov. V času nastanka knjige so bili koordinacijski problemi slabo obravnavana veja teorije iger; večina obravnav teorije iger je razlagala probleme, ko so udeleženci v konfliktu, kot je to npr. zapornikova dilema.
Koordinacijski problemi so problematični, ker kljub temu da imajo udeleženci skupne interese, obstaja več različnih rešitev. Včasih je ena od rešitev izstopajoča, po konceptu teoretika iger in ekonomista Thomasa Schellinga (ki je bil velik navdih za Lewisa). Na primer, koordinacijski problem v obliki sestanka dveh oseb ima lahko izstopajočo rešitev, če obstaja samo ena točka v naselju, kjer se udeleženca lahko sestaneta. 
V večini primerov pa se moramo zanesti na to, čemur Lewis pravi precedens ali vzorčni primer, da pridemo do izstopajoče rešitve. Če oba udeleženca vesta, da je bil nek problem , na primer Po kateri strani ceste moram voziti?, že neštetokrat prej rešen, oba vesta da oba vesta to, oba vesta da oba vesta tisto itd. (prav to trditev Lewis poimenuje splošno znanje, o katerem so pozneje razglabljali številni filozofi in teoretiki iger), in zato bosta zelo hitro rešila ta problem. Njuno uspešno rešitev problema bo videlo še več drugih ljudi in posledično se bo norma razširila v družbi. Norma je zato pravilnost obnašanja, ki vzdržuje samo sebe, zato ker služi interesom vseh udeležencev. Še ena pomembna značilnost norme je to, da je norma lahko popolnoma drugačna; prav tako bi se lahko popolnoma brez težav vozilo po levi strani ceste; to, da se v npr. ZDA vozi po desni strani je bolj ali manj posledica svobodne odločitve. 

### Poznejša dela (teorija modalnega realizma)
˝Verjamem, tako kot Vi, da bi se stvari lahko odvile na nešteto različnih načinov. Kaj to pomeni? Normalni jezik dopušča razlago: stvari bi se lahko odvile na vse možne načine, razen tistega na katerega so se odvile... verjamem v obstoj entitet, ki bi se lahko imenovale 'načini, na katere bi se stvari lahko odvile'. Poimenujmo jih možni svetovi.˝ 
To je znan Lewisov izrek, ki je temelj modalnega realizma. Modalni realizem je pogled, v katerem vsi možni svetovi (možni svet je pojem iz logike in ima abstrakten pomen) obstajajo in so tako resnični kot naš svet, v katerem živimo. To je eden od šestih aksiomov, na katerih temelji modalni realizem. Ostali so to, da so mogoči svetovi podobni našemu, ne morejo se reducirati na nekaj bolj elementarnega, da z definicijo 'resničen svet' mislimo na svet, v katerem smo, a to ne pomeni, da so ostali kaj manj resnični, da so možni svetovi časovno-prostorsko med seboj izolirani, itd. Vzemimo nek naključen dogodek iz stvarnosti in ga za lažje predstavljanje označimo z X. Lewisova teorija trdi, da trditev ˝X je možen˝ dokazuje, da obstajajo svetovi, kjer je X resničnost. Trditev ˝X je nujen˝ pa, da je v vseh možnih svetovih X resničnost. Lewis trdi, da je ta možni svet realen, ker je logika, ki ga tvori, konsistentna, in nenazadnje, kako bi sploh razglabljali da bi se nekaj lahko zgodilo, če ta potencialni dogodek ni enako uresničljiv kot tisti, ki se je zgodil.
Lewis teorijo modalnega realizma razlaga v knjigi Counterfactuals (1973) ter spisih Counterpart Theory and Qualified Modal Logic (1968), Anselm and Actuality (1970) ter Counterparts of Persons and their Bodies (1971), medtem ko v delu Plurality of the worlds (1986) zagovarja in razvija teorijo, saj je zaradi svoje neverjetnosti postala tarča številnih kritik.

### Kritike
Najbolj je bila Lewisova teorija kritizirana zato, ker je nemogoče vedeti, kaj se dogaja na drugih svetovih. Tudi nekateri filozofi po Lewisu so se posvetili možnim svetovom, kot je npr. Saul Kripke, a skoraj nobeden ni uporabil Lewisovih konceptov, zelo malo filozofov tudi sprejema Lewisovo vejo modalnega realizma.

## Seznam literature

### Knjige
- Lewis, David. 1969. ’’Convention: A Philosophical Study’’. Harvard University Press 1969.
- Lewis, David. 1986. ’’Counterfactuals’’. Harvard University Press.
- Lewis, David. 1974. ’’Semantic Analysis: Essays Dedicated to Stig Kanger on His Fiftieth Birthday’’. Reidel
- Lewis, David. 1986. ’’On the Plurality of Worlds’’. Blackwell. [mrtva povezava]
- Lewis, David. 1991. ’’Parts of Classes’’. Blackwell.

### Spisi
Lewis je spisal pet zbirk, ki skupno vsebujejo 99 spisov, vseh pet objavljenih za čas njegovega življenja.
- Lewis, David. 1983. ’’Philosophical Papers, Vol. I’’
- Lewis, David. 1986. ’’Philosophical Papers, Vol. II’’. Oxford University Press.  (1. + 2. del)
- Lewis, David. 1998. ’’Papers in Philosophical Logic’’. Cambridge university press.
- Lewis, David. 1999. ’’Papers in Metaphysics and Epistemology’’. Cambridge University Press.[mrtva povezava]
- Lewis, David. 2000. ’’Papers in Ethics and Social Philosophy’’. Cambridge University Press. [mrtva povezava]

V slovenščino ni bilo prevedeno nobeno Lewisovo delo, obstajajo pa njegovi članki v slovenščini:
- Lewis, David. Prevod Mateja Trebec. 2002. ’’Akademska imenovanja: čemu ignorirati prednost resničnega stališča?’’ ]
- Lewis, David. Prevod Maja Malec. 2002. ’’Resnica v fikciji’’. [mrtva povezava]
- Lewis, David. Prevod Danilo Šuster. 1993. ’’Vzročnost’’. [mrtva povezava]
- Lewis, David. Prevod Danilo Šuster. 2011. ’’Vzročnost kot vpliv’’.
- Lewis, David. Prevod Danilo Šuster. 2009. ’’Ali imamo svobodo kršitve zakonov narave?’’.